# Batalha de Dinant
A Batalha de Dinant consistiu num combate que colocou frente-a-frente as forças francesas e alemãs na cidade belga de Dinant, durante a Primeira Guerra Mundial, no contexto da Invasão alemã da Bélgica. O 5.º Exército francês e a Força Expedicionária Britânica (BEF) avançaram em direcção à Bélgica e, entre os dias (21–23 de Agosto), combateram nas batalhas de Charleroi e Mons, desde as pontes de Meuse a leste, até Mons a oeste. A 15 de Agosto de 1914, tropas alemãs capturaram a  Cidadela de Dinant, mas esta foi recapturada por um contra-ataque francês durante a tarde. As tropas francesas passaram os dias seguintes a fortificar as passagens do rio Meuse e em trocas de tiro com os soldados alemães na margem leste.
Um grupo de ataque rápido alemão dirigiu-se até Dinant na noite de 21 para 22 de Agosto, mas a operação resultou em fracasso, pensando-se, até, que os alemães tivessem disparado sobre eles próprios. Em vez de assumirem que o fogo de pequenas armas tivesse tido origem nos franceses que estavam na margem esquerda do rio, os alemães apontaram as culpas aos civis belgas, matando sete e incendiando 15–20 houses. Os atacantes fugiram, deixando para trás  19 mortos e 117 feridos. Em 23 de Agosto, as forças alemãs atacaram Dinant de novo, pensando que a cidade estava cheia de franco-atiradores, e mataram 674 civis belgas desarmados, enquanto combatiam contra os franceses entrincheirados na margem esquerda do rio e na ponta leste da ponte. O massacre de civis resistentes consistiu no maior massacre durante a invasão belga, ficando conhecido como Violação da Bélgica na Primeira Guerra Mundial.